# Medicinsk teknik
Medicinsk teknik omfattar hjälpmedel som används för att ställa diagnos på sjukdom, behandla sjukdom och som rehabilitering. Ämnet kretsar kring hur människa och maskin kan samverka.
Alla sjukhus i Sverige har en medicinteknisk avdelning som gör underhåll och reparerar sjukhuset medicinska teknik.
De största företagen inom medicinsk teknik är Johnson & Johnson, Siemens AG och General Electric, på plats 24 återfinns det största svenska företaget i branschen, Getinge AB.

## Utbildning
Ingenjörsutbildning inom medicinsk teknik finns på KTH och bedrivs i Campus Flemingsberg i samverkan med Karolinska institutet. Utbildningen finns som både högskoleingenjör och civilingenjör. Från och med hösten 2018 finns även utbildning på Uppsala Universitet och då som högskoleingenjör. Civilingenjörsutbildning finns även vid Linköpings universitet, Umeå universitet och vid Lunds universitet.